# نوسویین
نوسویین (به صربی: Nosoljin) یک منطقهٔ مسکونی در صربستان است که در Raška واقع شده‌است. نوسویین ۲۶۰ نفر جمعیت دارد.